# Dimorphorchis tenomensis
Dimorphorchis tenomensis är en orkidéart som först beskrevs av Anthony L. Lamb, och fick sitt nu gällande namn av Phillip James Cribb. Dimorphorchis tenomensis ingår i släktet Dimorphorchis och familjen orkidéer. Inga underarter finns listade i Catalogue of Life.